# Jesolo
Jesolo – miejscowość i gmina we Włoszech, w regionie Wenecja Euganejska, w prowincji Wenecja.
Według danych na rok 2007 gminę zamieszkiwały 23 988 osoby, 253 os./km².

## Linki zewnętrzne

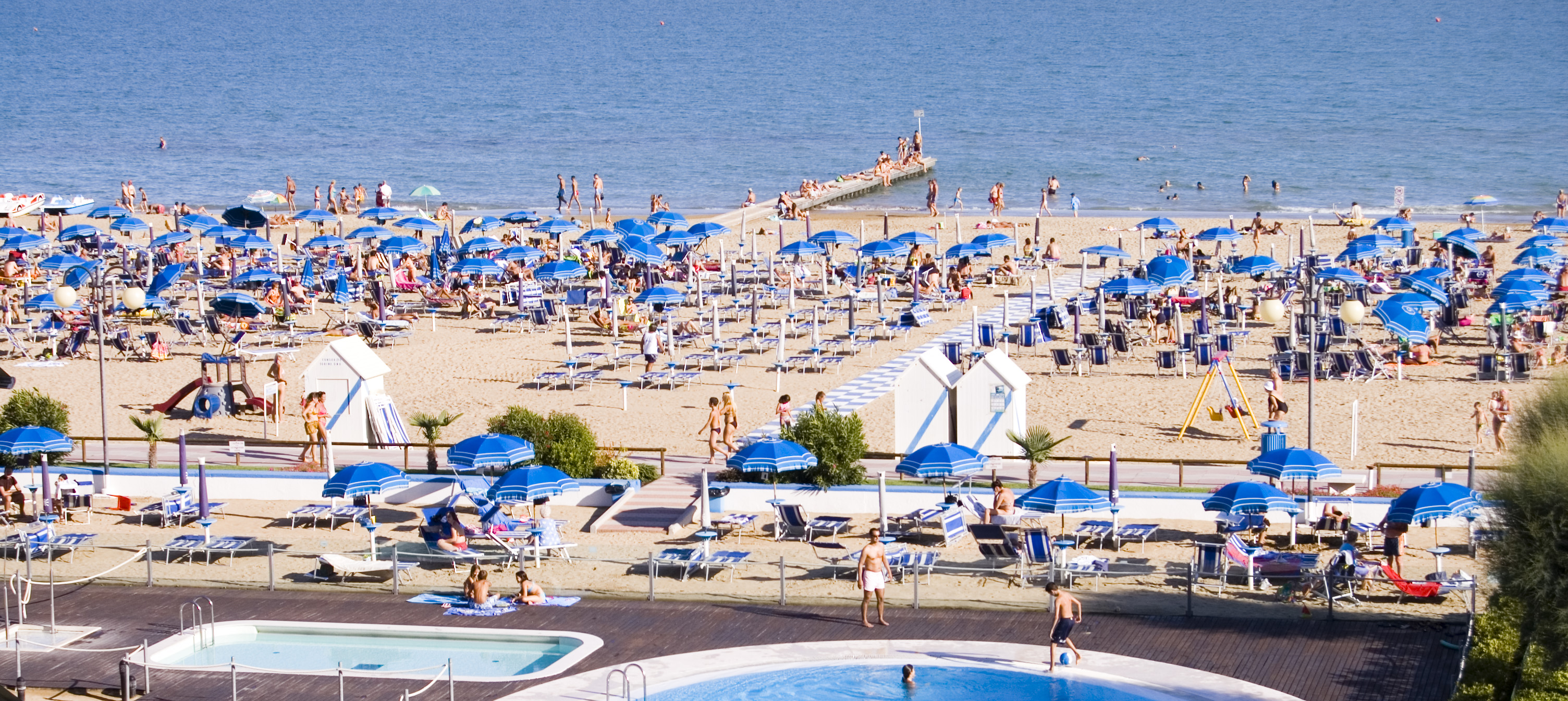

## Miasta bliźniacze
- Velden am Wörther See